# イオンモールりんくう泉南
イオンモールりんくう泉南 (イオンモールりんくうせんなん) は、大阪府泉南市に立地するイオンモール株式会社運営のモール型ショッピングセンター。
2004年 (平成16年) 11月12日開業。2007年9月22日に、名称を「イオンりんくう泉南ショッピングセンター」から上記名称に変更した。

## 概要
イオンモール初の関西施設で、イオンなどのイオングループ関連店舗などのほか、190の専門店テナントが出店している。大阪湾に面した2階西側にはフードコートの外部スペースとして展望デッキ「サンセットテラス」が設けられ、対岸の関西国際空港を発着する航空機を見ることができる。
当モールはりんくうタウンの敷地を定期借地権により大阪府から借り受けたものである。開業と前後して、周辺部に企業の事務所や工場が建設されている。
当モールとりんくうプレミアム・アウトレットの開業により、沿線道路の府道泉佐野岩出線の交通量が増加し、休日に激しい渋滞を引き起こす要因にもなっている。
2017年4月には全体の75%を刷新するという大規模なリニューアルを行った。

## テナント
核店舗のイオンりんくう泉南店（旧ジャスコ）と190の専門店が入居している。
1階のレストラン街は核店舗のイオンと隣接しており、27店舗が出店している。
2階のフードコートはレストラン街同様核店舗のイオンに隣接しており、17店舗が出店している。海側には海を一望できる「サンセットテラス」がある。
当SCの南西側にはJoshin、スポーツオーソリティ、PETEMO、未来屋書店、ユニクロ、イオンシネマが出店している。
出店テナント全店の一覧・詳細情報は公式サイト「ショップガイド」を、営業時間およびATMを設置する金融機関の詳細は公式サイト「営業時間・サービス案内」を参照。

### イオンりんくう泉南店
旧名称はジャスコりんくう泉南店である。イオンモールりんくう泉南の北東側にあり、イオンモールりんくう泉南の開業と同時にオープンした。当店の1階では、食品、医薬品、化粧品、ペット用品、家電、家具、インテリアなどを取り扱っている。2階では、衣料品、おもちゃ、TVゲーム、ベビー用品、学生衣料などを取り扱っている。

### イオンシネマりんくう泉南
旧名称はワーナー・マイカル・シネマズりんくう泉南であり、イオンモールりんくう泉南の開業と同時にオープンした。イオンモールりんくう泉南2階の南西側にある。
座席数は1609席となっている。

## アクセス

### 路線バス

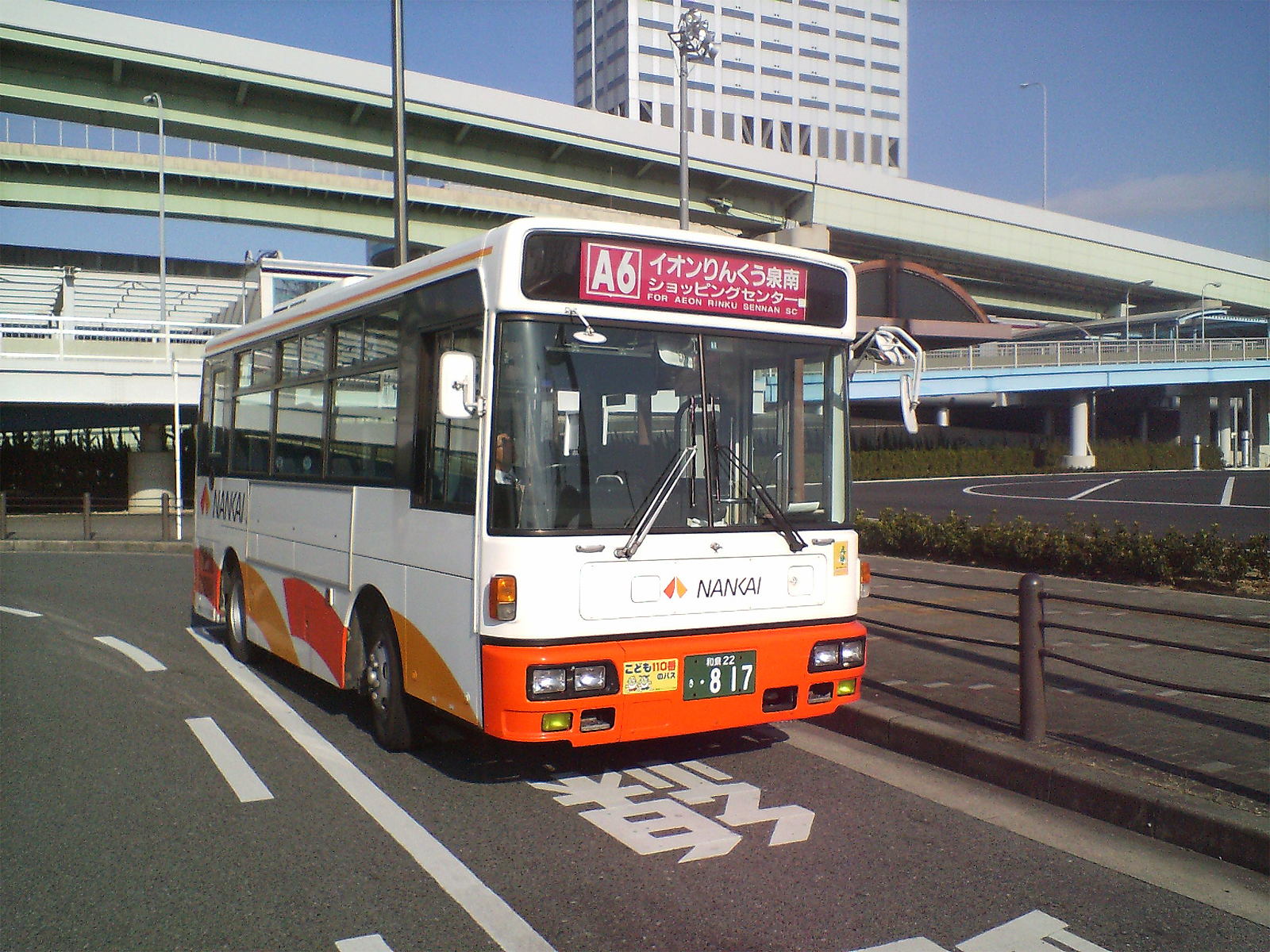
りんくうタウン駅からの路線バス (南海ウイングバス南部)

南海ウイングバスによりりんくうタウン駅からの路線が、泉南市コミュニティバスにより和泉砂川駅を始めとした市内各所からの路線が運行されている。このほか、和歌山バス那賀により岩出駅からの路線が運行されている。
運行時刻の詳細は公式サイト「電車・バスのアクセス」および泉南市「さわやかバス／泉南市ホームページ」を参照。

### 鉄道
徒歩圏内の最寄駅は南海線樽井駅である。同駅の難波寄りにある踏切は元は集合住宅地 (現在の倉庫敷地) に通じる一般踏切であったが、東洋クロス樽井事業所の業務拡大による用地確保の関係で同事業所の構内踏切とされたため通行できない。その代替として南海線を跨ぐ歩道橋が建設されている。
また、同線の岡田浦駅からもアクセスできる。